# Meeting de Rieti

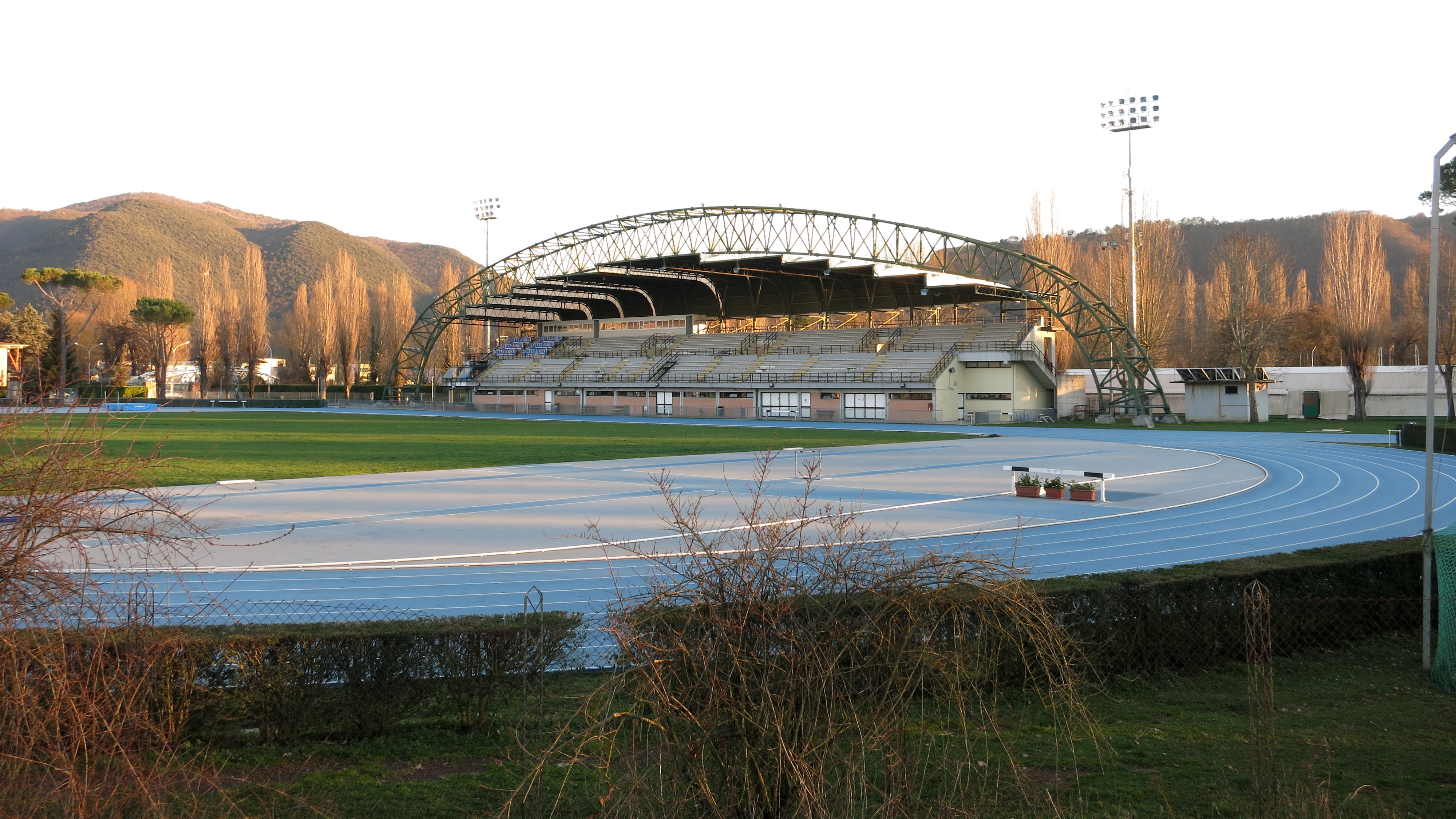
Stadio Raul Guidobaldi em Rieti

O Rieti Meeting é um meeting de atletismo que se desenrola todos os anos em Rieti, Itália, desde 1971. Faz parte atualmente da IAAF World Challenge e é sediado no Stadio Raul Guidobaldi, em regra acontece sempre em agosto ou setembro.

## Recordes mundiais
Alguns históricos recordes foram batidos no Rieti Grand Prix.
| Ano              | Evento    | Recorde         | Atleta             | Nacionalidade |
| ---------------- | --------- | --------------- | ------------------ | ------------- |
| 2010, 29 Agosto  | 800 m     | 1:41.01         | David Rudisha      | Quênia        |
| 2007, 9 Setembro | 100 m     | 9.74 (+1.7 m/s) | Asafa Powell       | Jamaica       |
| 1999             | 1000 m    | 2:11.96         | Noah Ngeny         | Quênia        |
| 1996             | 3000 m    | 7:20.67         | Daniel Komen       | Quênia        |
| 1993             | uma milha | 3:44.39         | Noureddine Morceli | Argélia       |
| 1992             | 1500 m    | 3:28.86         | Noureddine Morceli | Argélia       |
| 1983             | 1500 m    | 3:30.77         | Steve Ovett        | Reino Unido   |
| 1982             | uma milha | 4:17.44         | Maricica Puică     | Roménia       |